# Ủy ban Địa lý đô thị
Ủy ban Địa lý đô thị (tiếng Anh: Urban Geography Commission) của Hội liên hiệp Địa lý Quốc tế đã được tạo ra vào năm 1976 tại Hội nghị các IGU tại Moskva.
Cụ thể, ủy ban muốn khuyến khích các nghiên cứu vào những thách thức đô thị mới và thúc đẩy trao đổi giữa các nhà địa lý đô thị quốc tế. Việc chia sẻ như vậy để đánh giá tính hữu ích của các giải pháp chính trị và xã hội đến các vấn đề đô thị.